# Lagery
Lagery település Franciaországban, Marne megyében. Lakosainak száma 234 fő (2022. január 1.). Lagery Vézilly, Aougny, Arcis-le-Ponsart, Brouillet, Lhéry és Serzy-et-Prin községekkel határos.

## Népesség
A település népességének változása:
| Lakosok száma | 169  | 136  | 146  | 186  | 201  | 203  | 217  | 225  | 235  | 234  |
|               | 1968 | 1982 | 1990 | 2006 | 2013 | 2015 | 2017 | 2019 | 2020 | 2022 |